# PTW Tag Team Championship
PTW Tag Team Championship – światowy tytuł mistrzowski dywizji tag team profesjonalnego wrestlingu stworzony i promowany przez federację Prime Time Wrestling. Jest to chronologicznie pierwszy tytuł mistrzowski promowany jako własny tytuł federacji.
Powstanie mistrzostwa zostało ogłoszone 26 listopada 2022 roku na gali Kinguin PTW #3: Legends wraz z turniejem drużynowym, w którym zmierzyło się osiem tag teamów, a zwycięzcami walki finałowej zostali Disco Pablo i Taras.

## Historia
Mistrzostwo zostało ogłoszone 26 listopada 2022 roku na gali PTW #3 Legends po pojedynku drużynowym PAKI (Disco Pablo & Taras) przeciwko Pure Gold (Gabriel Queen & Vic Golden). Powstanie tytułu dla dywizji tag team oraz turnieju ogłosił Arkadiusz „Pan” Pawłowski, włodarz i konferansjer federacji. Walki kwalifikacyjne do turnieju odbyły się w ramach cyklu gal PTW Underground, gdzie łącznie zmierzyło się osiem drużyn. W walce finałowej turnieju zwyciężyła PAKA, gdzie pierwszymi mistrzami zostali Disco Pablo, Taras i Boro, wyłonieni w main evencie gali PTW #4: The Mystery w stypulacji tables match.

### Turniej inauguracyjny
|  | Ćwierćfinały                                         | Ćwierćfinały           |       |     | Półfinały | Półfinały |  |  | Finał | Finał |
|  |                                                      |                        |       |     |           |           |  |  |       |       |
|  |                                                      |                        |       |     |           |           |  |  |       |       |
|  |                                                      |                        |       |     |           |           |  |  |       |       |
|  | PAKA (Disco Pablo i Taras)                           | Pin                    |       |     |           |           |  |  |       |       |
|  | PAKA (Disco Pablo i Taras)                           | Pin                    |       |     |           |           |  |  |       |       |
|  | Syriusz Dziedzic i Wiktor Longman                    |                        |       |     |           |           |  |  |       |       |
|  | PAKA                                                 | Pin                    |       |     |           |           |  |  |       |       |
|  | PAKA                                                 | Pin                    |       |     |           |           |  |  |       |       |
|  |                                                      | Arrows of Hungary      |       |     |           |           |  |  |       |       |
|  | Arrows of Hungary (Icarus i Dover)                   | Pin                    |       |     |           |           |  |  |       |       |
|  | Arrows of Hungary (Icarus i Dover)                   | Pin                    |       |     |           |           |  |  |       |       |
|  | Puncher i Robert Star                                |                        |       |     |           |           |  |  |       |       |
|  | PAKA                                                 | Rzucenie rywala w stół |       |     |           |           |  |  |       |       |
|  | PAKA                                                 | Rzucenie rywala w stół |       |     |           |           |  |  |       |       |
|  |                                                      | Pure Gold              | 19:01 |     |           |           |  |  |       |       |
|  | Pure Gold (Vic Golden i Gabriel Queen)               | Pure Gold              | 19:01 | Pin |           |           |  |  |       |       |
|  | Pure Gold (Vic Golden i Gabriel Queen)               |                        |       | Pin |           |           |  |  |       |       |
|  | The Bright Lights (Karol "Iskra" Górski i Marcelito) |                        |       |     |           |           |  |  |       |       |
|  | Pure Gold                                            | Pin                    |       |     |           |           |  |  |       |       |
|  | Pure Gold                                            | Pin                    |       |     |           |           |  |  |       |       |
|  |                                                      | FoxJoy                 |       |     |           |           |  |  |       |       |
|  | FoxJoy (Axel Fox i Justin Joy)                       | Pin                    |       |     |           |           |  |  |       |       |
|  | FoxJoy (Axel Fox i Justin Joy)                       | Pin                    |       |     |           |           |  |  |       |       |
|  | The Frenchadors (Senza Volto i Aigle Blanc)          |                        |       |     |           |           |  |  |       |       |
|  |                                                      |                        |       |     |           |           |  |  |       |       |

## Panowania
Stan na 10 czerwca 2025.
| Nr        | Ogólny numer panowania                                       |
| Panowanie | Liczba panowań konkretnego mistrza                           |
| Dni       | Liczba dni panowania                                         |
| +         | Oznacza, że liczba dni w posiadaniu wzrasta z kolejnym dniem |

| Nr | Mistrzowie                                     | Zmiana mistrza       | Zmiana mistrza                             | Zmiana mistrza      | Statystyki panowania | Statystyki panowania | Notka | Odn.  |
| Nr | Mistrzowie                                     | Data                 | Gala                                       | Miejsce             | Panowanie            | Dni                  | Notka | Odn.  |
| -- | ---------------------------------------------- | -------------------- | ------------------------------------------ | ------------------- | -------------------- | -------------------- | --- | ----- |
| 1  | PAKA (Disco Pablo, Taras i Boro)               | 25 czerwca 2023(dts) | PTW #4: The Mystery                        | Wrocław, Polska     | 1                    | 223                  | Disco Pablo i Taras pokonali Pure Gold (Gabriela Queena i Vica Goldena) w finale turnieju w tables matchu, aby stać się inauguracyjnymi mistrzami. Na gali PTW Underground 17 ogłoszono, że w ramach obowiązywania zasady Freebird Rule, Boro również uznawany jest za pełnoprawnego mistrza. | [ 5 ] |
| 2  | Budapest Bastards (Renegade i Nitro)           | 3 lutego 2024(dts)   | PTW #5: Gold Rush                          | Częstochowa, Polska | 1                    | 309                  | Był to Four-way tag team match, w którym brali również udział The MxM Collection (Mansoor i Mason Madden) oraz Sinister Kingdom (Sinister i Syriusz Dziedzic). | [ 6 ] |
| 3  | L’Orda (Luca Bjorn i Rust)                     | 8 grudnia 2024(dts)  | PTW Underground 25: Wrestlingowe Mikołajki | Kozłów, Polska      | 1                    | 174                  | Był to Hardcore tag team match. | [ 7 ] |
| 4  | Royal Rebels (Alex Brave i Vincent Caravaggio) | 31 maja 2025(dts)    | PTW: Dzień Dziecka                         | Kozłów, Polska      | 1                    | 10+                  | Był to Three-way tornado tag team match, w którym brali również udział Daniel Razor i Nano Lopez. | [ 8 ] |